# The Little Church of the West

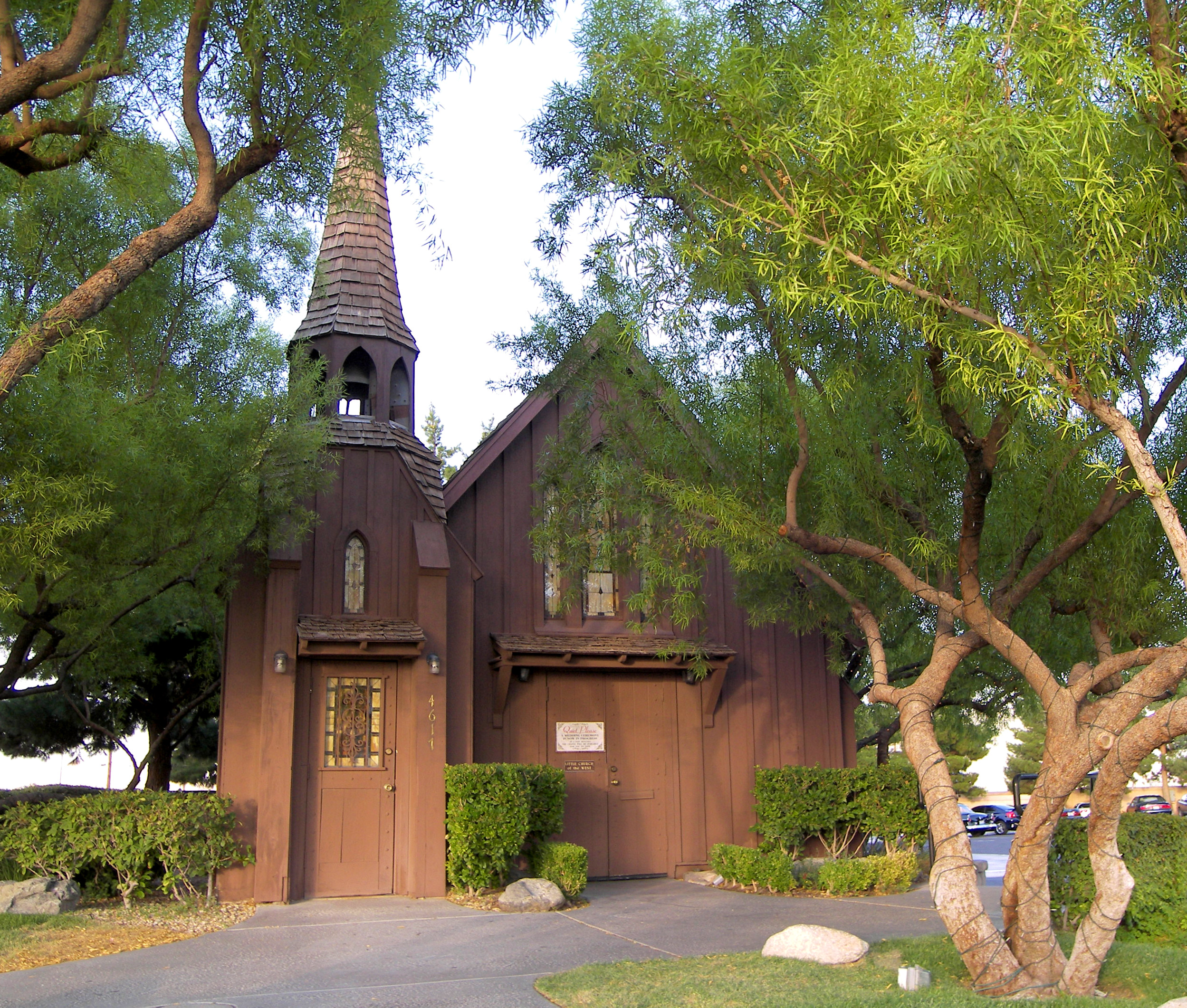
Blick auf die Kirche von der Westseite aus, 2007

The Little Church of the West ist eine Trauungskapelle am Las Vegas Strip in Paradise, Nevada. Das 1942 aus Kiefern und kalifornischem Redwood erbaute Bauwerk wurde am 14. September 1992 dem National Register of Historic Places hinzugefügt. Die Baumaterialien wurden so gewählt, dass sie an eine typische Kirche in einer Pionierstadt des Wilden Westens erinnert.

## Beschreibung
The Little Church of the West ist ein Bauwerk auf der Südseite des Las Vegas Boulevards und ist von Rasenflächen und Bäumen umgeben. Ein Schild auf einem Pfosten im zum Gebäude passenden Stil nennt die Art des Gewerbes, das hier betrieben wird. Das Gebäude hat ein für Las Vegas einzigartiges Satteldach. Zum Zeitpunkt seiner Eintragung im National Register gab es außer der Little Church nur noch eine weitere einzelstehende Einrichtung dieser Art am Strip.
Das Bauwerk ist nicht ganz 13 m lang und knapp 6 m breit. Die Außenseite besteht überwiegend aus Kiefernholz, das Innere ist fast vollständig mit Redwoodholz ausgestattet. Die Balken, die das Dach tragen, sind an der Decke sichtbar und nicht verkleidet. Die zehn Fenster des Gebäudes, die alle die gleiche Größe haben, sind mit Einbruchsgittern versehen. Der Haupteingang liegt zum Strip hin und besteht aus einer überdachten Doppeltüre. Darüber sitzt ein dreiflügliges Fenster zu dekorativen Zwecken; es misst rund 150 cm in der Breite und 180 cm in der Höhe. Außerdem hat die Kapelle eine Seitentür mit einem ähnlichen, aber kleineren Fenster darüber.
Im Inneren gibt es einen Hauptraum, ein Alkoven dient den hier Beschäftigten. Ein ebenfalls aus Redwood gefertigter Altar befindet sich an der östlichen Wand. Der Altarraum hat eine Länge von 4,3 m und eine Tiefe von 2,5 m. Auf der rechten Seite des Eingangs befindet sich eine antike Orgel, die nicht mit dem Gebäude entstand, sondern von woanders hierher gebracht wurde, um den Eindruck des Besuchers zu unterstützen. Im hinteren Bereich des Gebäudes steht eine funktionierende Hammondorgel. Jeweils fünf Reihen mit Kirchenbänken stehen auf beiden Seiten des Mittelganges.

## Geschichte
The Little Church of the West öffnete 1942 an der Straße, die später als The Strip weltbekannt wurde. Die Kapelle wurde ursprünglich von William J. Moore Jr. als Teil des Last Frontier Hotel am Las Vegas Strip konzipiert und dann erbaut. Die wachsende Bedeutung der Hochzeitsindustrie für Las Vegas machte die Lage am Strip attraktiv, da dieser die Einfallstraße in die Stadt von Kalifornien her war. Das Bauwerk war damals das erste, das speziell zum Zweck der Abhaltung von Hochzeiten errichtet wurde. Andere schon existierende Hochzeitskapellen waren in schon zuvor bestehenden Gebäuden untergebracht, die umgebaut wurden.
Moore hatte vor dem Bau zahlreiche Bergbaustädte Nevadas und Kaliforniens besucht und Fotos angefertigt, da er mit dem Bau die Vergangenheit von Las Vegas als Bergbaustadt reflektieren wollte. Er entschied sich schließlich für den Nachbau einer Kirche im Norden Kaliforniens, der Ort ist allerdings nicht überliefert. Mit dem authentisch wirkenden Replikat einer Kirche im Westen der Vereinigten Staaten wurde die "Little Church of the West" in Las Vegas zum Unikat.
Schon um 1900 hatte Nevada relativ liberale Vorschriften zur Durchführung einer Scheidung. Zwischen 1910 und 1931 wurde die Frist, in der jemand in Nevada wohnen musste, um sich hier scheiden zu lassen, mehrfach verkürzt und wieder verlängert. Eine sechswöchige Frist wurde 1931 beschlossen. Damit begann der Aufstieg von Reno und Las Vegas als Scheidungsparadies. Die Zahl der Hochzeiten war im Clark County beständig höher als die der Scheidungen; 1932 wurden 3989 Scheidungen abgewickelt und 7088 Ehen geschlossen.
Auch das Verfahren zu einer Trauung war in Nevada einfacher als in Kalifornien. Hier wurden keine medizinischen Tests verlangt, und es gab keine Wartefrist, wie sie an der Westküste eingeführt wurde, um im Alkoholrausch beschlossene Hochzeiten zu vermeiden. Die einzigen Einschränkungen gab es bezüglich des Alters der Hochzeitswilligen. Frauen mussten mindestens 16 Jahre alt sein und Männer 18, wobei es die Einwilligung der Eltern erforderte, falls die Frau noch nicht das Alter von 18 erreicht hatte oder der Mann noch nicht 21 Jahre alt war.
Neben dem Glücksspiel wurden somit Scheidungen und Trauungen zu den wichtigsten Pfeilern, auf denen der Tourismus in Las Vegas ruhte. Die Chamber of Commerce der Stadt pflegte das etwas verruchte Image durch Werbemaßnahmen und Pressemitteilungen. Trauungen von Prominenten verstärkten diese Wirkung, da über diese landesweit berichtet wurden.
Das Bauwerk wurde am 9. Juni 1954 von der nördlichen Seite des Hotels auf die Südseite verlegt. Als die Kirche 1979 der Fashion Show Mall Platz machen musste, verlegte man sie auf das Gelände der Hacienda etwas weiter südlich am Strip. Die Integrität des Gebäudes blieb dabei bestehen, weil es als ganzes auf Schwertransporter verladen und an den neuen Standort gebracht wurde sowie die Standorte sich nicht in ihrem Charakter unterscheiden.
Die Kapelle hat seit ihrer Eröffnung nie zu etwas anderem gedient als zur Abhaltung von Hochzeiten. Sie ist jedoch nicht nur bedeutend, weil ihr Aussehen ein Unikat in der Stadt darstellt, sondern auch deswegen, weil sie Las Vegas den größten Teil der Zeit begleitet hat, in der Nevadas unkomplizierte Eheschließungsformalitäten einen bedeutenden Wirtschaftszweig begünstigen.
Das Hacienda wurde 1996 geschlossen und nachfolgend gesprengt, worauf das Gebäude zum dritten Mal einen neuen Standort erhielt. Es steht jetzt auf der östlichen Seite des Las Vegas Strips südlich des Mandalay Bay und unweit des bekannten Begrüßungsschildes „Welcome to Fabulous Las Vegas“.

## Filmgeschichte
Die Filmhochzeit von Elvis Presley und Ann-Margret in Tolle Nächte in Las Vegas (1964) wurde in der Little Church of the West gedreht.

## Prominente Hochzeiten
Betty Grable und Harry James waren 1943 das erste prominente Paar, das sich in der Kirche das Jawort gab. Zu weiteren Prominenten, die hier heirateten, gehören:
- Zsa Zsa Gabor und George Sanders
- Judy Garland
- Mickey Rooney
- Dudley Moore
- Richard Gere und Cindy Crawford
- Billy Bob Thornton und Angelina Jolie
- David Cassidy und Kay Lenz
- Noel Gallagher und Meg Matthews
- Redd Foxx
- Bob Geldof
- Robert Goulet
- Buck Owens
- David Sanborn
- Telly Savalas
- Heather Thomas
- Mel Tormé
- Dinah Washington
- Margaret Whiting
- Billie Piper und Chris Evans
- Lars Ulrich
- Ian Astbury